# Kolufossar
Die Kolufossar sind drei Wasserfälle im Nordwesten Islands.
Der Fluss Víðidalsá erodierte die Schlucht Kolugil und stürzt hier über die drei Wasserfälle Efrifoss („Oberer Wasserfall“), Kolufoss („Wasserfall der Kola“) und Neðri-Kolufoss („Unterer Wasserfall der Kola“). Unterhalb des oberen Wasserfalls gibt es die Brücke einer örtlichen Nebenstraße. Von ihr aus sieht man Richtung Süden den Wasserfall und zur anderen Seite in die Schlucht. Man erreicht diese Wasserfälle über den Víðidalsvegur (Straße 715), der von der Ringstraße abzweigt.